# Ei-ichi Negishi

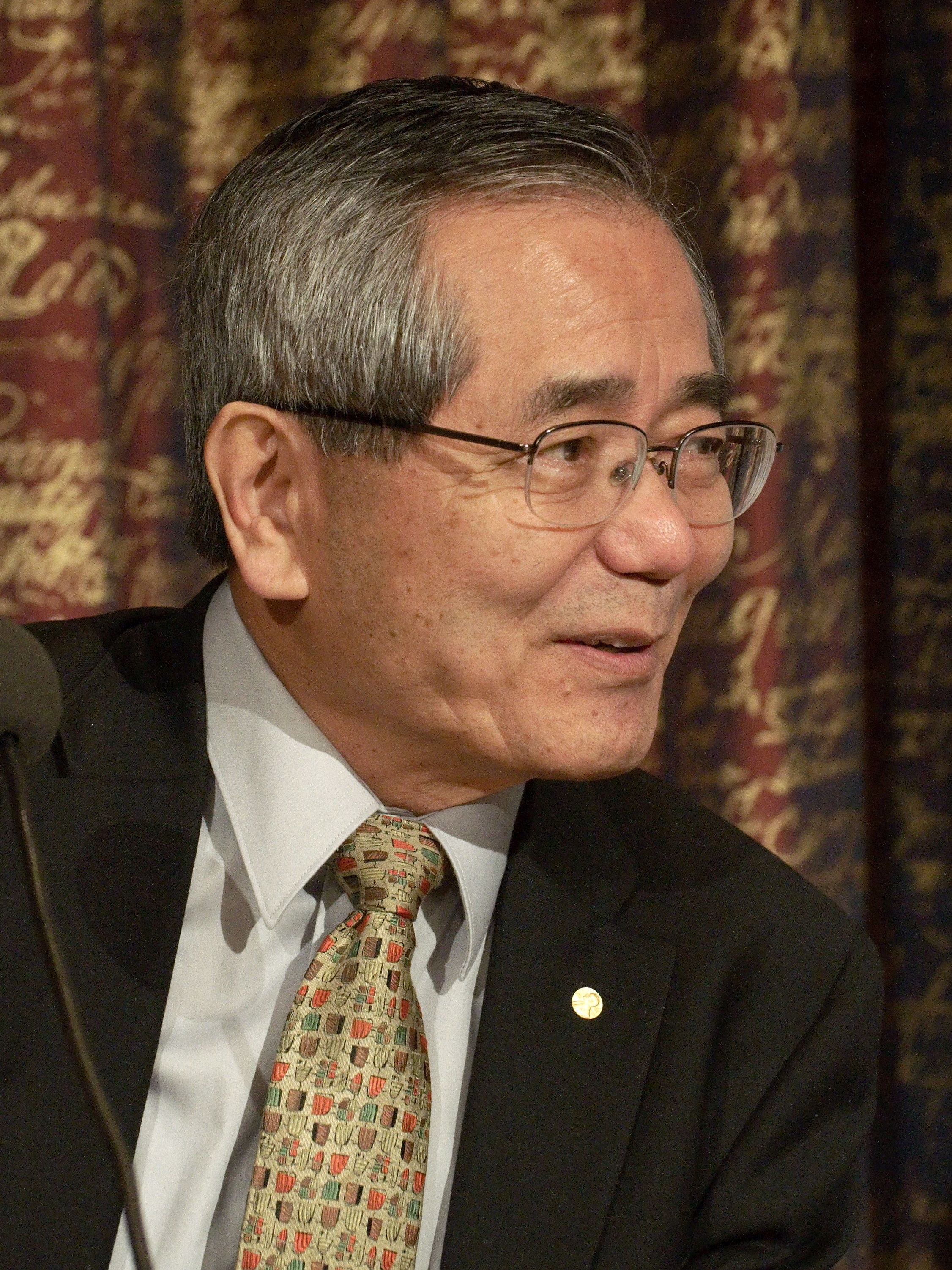
Ei-ichi Negishi (2010)

Ei-ichi Negishi (japanisch 根岸 英一, Negishi Eiichi; * 14. Juli 1935 in Shinkyō/Xīnjīng, Mandschukuo (heute: Changchun, Jilin, Volksrepublik China); † 6. Juni 2021 in Indianapolis, Indiana) war ein japanischer Chemiker. Für die Negishi-Kupplung erhielt er 2010 gemeinsam mit Richard F. Heck und Akira Suzuki den Nobelpreis für Chemie.

## Leben
Negishi erhielt den Bachelor of Science 1958 an der Universität Tokio und den Ph.D. an der University of Pennsylvania 1963. Ebenso wie nach Erlangung seines B.Sc. arbeitete er danach für das Pharmaunternehmen Teijin. 1966 wurde er Assistant Professor an der Brown University und kam dann über die Universität von Syracuse 1979 an die Purdue University, wo er seitdem lehrte.
Seine Hauptarbeitsgebiete waren palladium- oder nickelkatalysierte Kupplungsreaktionen wie die nach ihm benannte Negishi-Kupplung sowie Carbometallierungen von Alkenen und Alkinen. Werden bei der Kupplungsreaktion Zink-, Aluminium- oder Zirkonium-organometallverbindungen eingesetzt, so spricht man von einer Negishi-Kupplung.

## Auszeichnungen
- 1960–1961 Fulbright-Smith-Mund Fellowship
- 1962–1963 Harrison Fellowship at University of Pennsylvania
- 1972–1979 Assistant and Associate Professor, Syracuse University
- 1987 Guggenheim Fellowship
- 1996 A. R. Day Award (ACS Philadelphia Section award)
- 1997 Chemical Society of Japan Award
- 1998 Herbert N. McCoy Award
- 1998 American Chemical Society Award for Organometallic Chemistry
- 1998–2000 Alexander von Humboldt Senior Researcher Award
- 2000 Sir Edward Frankland Prize Lectureship
- 2003 Sigma Xi Award, Purdue University
- 2007 Yamada-Koga Prize
- 2010 ACS Award for Creative Work in Synthetic Organic Chemistry
- Global Wellness Award
- 2010 Nobelpreis für Chemie
- 2010 Kulturorden
- 2011 Mitglied der American Academy of Arts and Sciences
- 2014 Ausländisches Mitglied der National Academy of Sciences[3]